# Đại học Sydney
Viện Đại học Sydney hay Đại học Sydney (tiếng Anh: University of Sydney, có khi gọi là Sydney University, Sydney Uni, USyd, hay Sydney) là viện đại học đầu tiên của Úc, thành lập năm 1850 gần trung tâm thương mại Sydney. Viện Đại học Sydney là một trong tám viện đại học ưu tú của Úc, và theo nhiều bảng xếp hạng, thuộc 40 trường và viện đại học đứng đầu trên thế giới về mặt nghiên cứu và giảng dạy. Báo Times của Anh xếp Sydney hạng 5 về nhân văn, 19 về xã hội học, và 20 về y học. Đại học Sydney được xếp hạng 35 trên thế giới và hạng 3 ở riêng Úc..

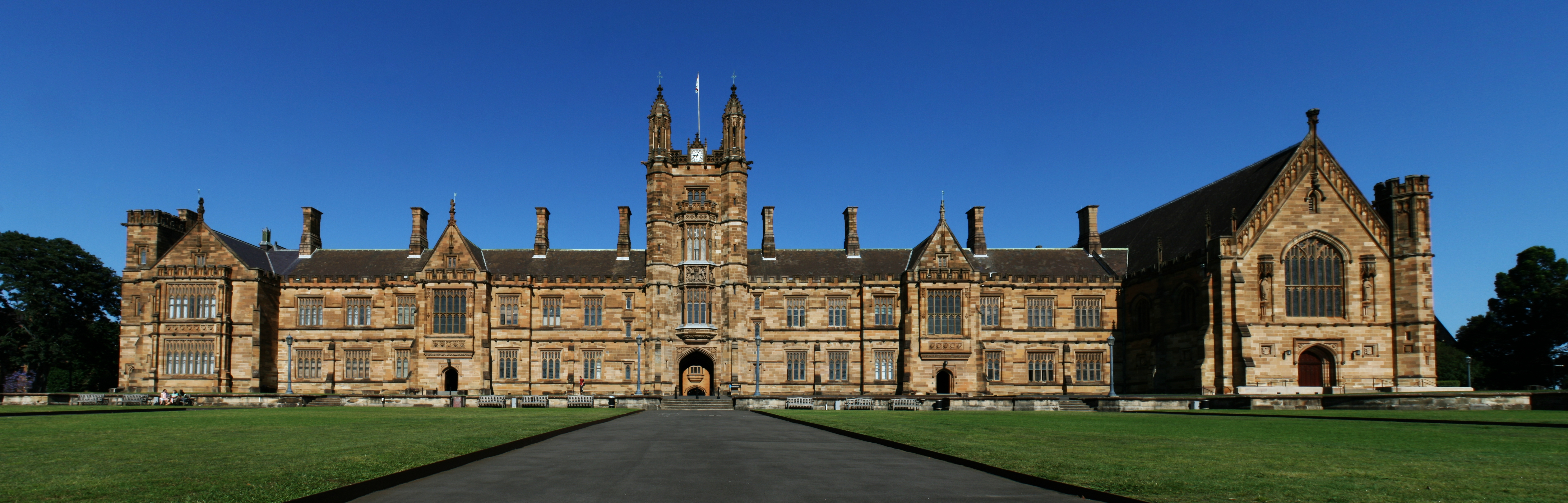
Tòa nhà tứ giác chính (Main Quadrangle) của Viện Đại học Sydney